# Iquira
Iquira est une municipalité située dans le département de Huila, en Colombie. Cette ville a été fondée en 1694 sous les ordres de Don Francisco Martinez de Ospina, portant à l'époque le nom de San Francisco de Iquira.